# Neckera caldensis
Neckera caldensis là một loài rêu trong họ Neckeraceae. Loài này được Lindb. ex Ångström mô tả khoa học đầu tiên năm 1876.